# Öckerö (localidade)
Öckerö é uma localidade na ilha sueca de Öckerö, da província histórica da Bohuslän.
Tem 3 594  habitantes (2018), e é sede do Município de Öckerö.
Está situada a 26 km a oeste da cidade de Gotemburgo, na terra firme.